# Bão Prapiroon (2024)
Bão Prapiroon (tên tiếng Anh đầy đủ: Severe Tropical Storm Prapiroon [bão nhiệt đới dữ dội Prapiroon], Việt Nam gọi là bão số 2 năm 2024) là một cơn bão nhiệt đới đổ bộ vào Hải Nam và miền Bắc Việt Nam vào tháng 7 năm 2024. Đây là cơn bão thứ tư được đặt tên trong mùa bão Tây Bắc Thái Bình Dương 2024. Tiền thân của bão Prapiroon là một hình thái vùng áp thấp có các đám mây đối lưu hình thành phía Đông Nam Manila, Philippines. Sau khi di chuyển vào biển Đông, hình thái phát triển thành một cơn bão và mạnh lên. Theo báo cáo ban đầu của JTWC, bão đạt đỉnh vào tối ngày 22 tháng 7 với sức gió duy trì trong 1 phút là 110 km/h (60 hải lý/h). NCHMF cho biết sức gió mạnh nhất vùng gần tâm cơn bão mạnh cấp 10 vào tối ngày 22 tháng 7. Tương tác với địa hình gần nơi đổ bộ vào Việt Nam và gió đứt mạnh thâm nhập vào cơn bão đã làm cho cơn bão suy yếu. Theo NCHMF bão suy yếu thành áp thấp nhiệt đới trên vùng ven biển Quảng Ninh, Hải Phòng vào sáng ngày 23 tháng 7 và suy yếu thành vùng áp thấp trên đất liền vào chiều ngày 23 tháng 7. Tại Việt Nam ghi nhận 16 người chết và 4 người mất tích do hoàn lưu cơn bão, Philippines ghi nhận 8 người chết do tiền thân của bão gây ra.

## Lịch sử khí tượng
Vào ngày 15 tháng 7, JTWC bắt đầu theo dõi một vùng áp thấp có mây đối lưu cách Manila, Philippines 623 hải lý (717 mi; 1.154 km) về phía Đông Nam. Vào thời điểm đó, vùng áp thấp nằm trong vùng có các yếu tố thuận lợi cho sự phát triển, với gió đứt theo chiều thẳng đứng thấp, dòng phân kì hướng về phía xích đạo mạnh và nhiệt độ nước biển trên bề mặt ấm.  Vào lúc 13:00 ICT cùng ngày, JMA cho biết vùng áp thấp hình thành, vị trí hình thành tương tự vị trí JTWC nhận định. Đến sáng ngày 19 tháng 7, vùng áp thấp đã di chuyển vào Biển Đông và NCHMF, JMA cho biết vùng áp thấp mạnh lên thành áp thấp nhiệt đới. Chiều cùng ngày, JTWC đã phát tin TCFA cho hình thái vùng áp thấp này, nghĩa là JTWC nhận định vùng áp thấp có khả năng cao phát triển thành xoáy thuận nhiệt đới trong 24 giờ tới  Còn JMA phát bản tin dự báo về áp thấp nhiệt đới cho biết áp thấp nhiệt đới có khả năng cao mạnh lên thành bão nhiệt đới. Đến tối ngày 19 tháng 7, NCHMF cũng có chung nhận định với JMA lúc chiều cùng ngày và JTWC cho rằng hình thái phát triển thành áp thấp nhiệt đới và gán cho hình thái số hiệu 04W. Trong cùng ngày 19, PAGASA công nhận hình thái trên là áp thấp nhiệt đới và đặt tên cho nó là Butchoy. Trung tâm Khí tượng Quốc gia Trung Quốc (NMC) cũng ghi nhận sự hình thành của áp thấp nhiệt đới vào ngày 19 tháng 7. Đến sáng ngày 21 tháng 7, các cơ quan khí tượng như JTWC, NMC, NCHMF, JMA cho biết áp thấp nhiệt đới mạnh lên thành bão nhiệt đới. JMA đặt tên cho hình thái là Prapiroon và đây là tên quốc tế của cơn bão. NCHMF gọi đây là cơn bão số 2. JTWC dự báo bão sẽ di chuyển theo hướng Tây Bắc men theo rìa của áp cao cận nhiệt đới, hướng đến đảo Hải Nam và vịnh Bắc Bộ và bão có thể mạnh lên một chút. Các yếu tố ảnh hưởng đến sự phát triển của hình thái ở những nơi dự kiến bão đi qua bao gồm gió đứt theo chiều dọc thấp (mặc dù vậy gió đứt dự báo sẽ tăng khi bão đến vịnh Bắc Bộ), không khí giàu độ ẩm và nước biển rất ấm ở vịnh Bắc Bộ, nhìn chung là thuận lợi trong ngắn hạn. Dự báo của NMC lúc 8 giờ sáng ngày 21 về đường đi cũng tương tự JTWC, về cường độ họ dự báo bão sẽ đổ bộ vào đảo Hải Nam với sức gió cấp 10-11 theo thang sức gió Beaufort (BF) vào đêm ngày 21. Bão Prapiroon đổ bộ vào đảo Hải Nam lúc 01:30 giờ địa phương ngày 22 tháng 7 với sức gió ước tính 100 km/h (cấp 10), theo Đài Khí tượng Hải Nam. Sau khi quét qua đảo Hải Nam, bão suy yếu nhẹ và đi vào vịnh Bắc Bộ lúc sáng ngày 22 tháng 7 theo ghi nhận của NMC. Khi di chuyển vào trong vịnh Bắc Bộ, ban đầu điều kiện thuận lợi như nhiệt độ nước biển rất ấm ở bề mặt, năng lượng nhiệt tích tụ trên biển rất cao, dòng phân kì theo hai hướng tốt, gió đứt ban đầu thấp. Tuy nhiên dự báo gió đứt có xu hướng sẽ tăng dần khi bão tiếp cận Việt Nam và tương tác với địa hình nơi dự kiến đổ bộ sẽ làm bão suy yếu. Bản tin dự báo của NCHMF chiều ngày 22 cho thấy bão đang mạnh cấp 10, dự báo bão đổ bộ vào Quảng Ninh và gây ra gió mạnh cấp 8 trên đất liền ở vùng gần tâm. Hình ảnh vệ tinh cho thấy đám mây đối lưu bùng phát nhưng bị dịch chuyển về phía Tây do gió đứt mạnh. Theo JTWC bão đã đạt đỉnh mạnh nhất lúc 12:00 UTC (19:00 ICT, giờ Việt Nam) ngày 22 tháng 7 với sức gió duy trì trong 1 phút là 60 hải lý/h (110 km/h). Các cơ quan khí tượng khác như JMA, NMC, NCHMF cho rằng sức gió của bão khoảng cấp 10-11 theo thang BF vào tối ngày 22 tháng 7. Các yếu tố bất lợi nêu trên đã làm bão suy yếu, ảnh vệ tinh lúc sáng ngày 23 cho thấy tổ chức cơn bão ngày càng kém. NCHMF cho biết bão suy yếu thành áp thấp nhiệt đới vào sáng ngày 23 tháng 7 trên vùng ven biển Quảng Ninh - Hải Phòng và suy yếu dần thành vùng áp thấp 6 giờ sau đó trên đất liền. Đây là cơn bão đầu tiên đổ bộ vào Việt Nam kể từ bão Sonca (2022), chấm dứt chuỗi ngày dài kỉ lục hơn 640 ngày không có bão nhiệt đới đổ bộ vào Việt Nam (thống kê từ năm 1975).

## Ảnh hưởng của bão

### Philippines
Hoàn lưu của Prapiroon, bao gồm cả tiền thân của nó và Gaemi (tại Philippines họ gọi chúng lần lượt là Butchoy và Carina) khiến cho gió mùa Tây Nam mạnh lên, tổ hợp hình thái thời tiết này gây mưa lớn trên diện rộng ở nhiều nơi ở Philippines từ ngày 12 đến ngày 20 tháng 7 (khi Prapiroon bắt đầu di chuyển ra xa quốc gia này và ảnh hưởng của nó chấm dứt). Tổng cộng có 866483 người dân bị ảnh hưởng bởi cơn bão trên khắp Mimaropa, Caraga và Bangsamoro. Khoảng 33645 người đã được sơ tán đến nơi trú ẩn khẩn cấp. Có 94 ngôi nhà bị hư hại ở Mimaropa, trong đó 10 ngôi nhà bị hư hại hoàn toàn. Tổng cộng có 73 đoạn đường bị  và 5 cây cầu bị hư hại, trong khi 7 con đường và một cây cầu không thể tiếp cận được. Tại Mindanao, mưa lớn gây ảnh hưởng tới tổng cộng 179.744 hộ gia đình. Thống kế trên toàn khu vực bị ảnh hưởng, 236 ngôi nhà bị hư hại, với tổng thiệt hại là 2,57 triệu PHP (43.948 USD). Tổng thiệt hại tài sản liên quan tới cơ sở hạ tầng lên tới 8,75 triệu PHP (khoảng 150 nghìn USD). Thiệt hại đáng kể về nông nghiệp và ngư nghiệp cũng đã được ghi nhận, với tổng khối lượng sản phẩm bị thiệt hại là 396,4 tấn của 748 nông dân và ngư dân. Theo báo cáo của NDRRMC, ảnh hưởng của đợt mưa lớn trên toàn bộ vùng ảnh hưởng ở Philippines đã gây ra tổng thiệt hại kinh tế lên tới 20,3 triệu PHP (khoảng 413 nghìn USD) và tổng cộng 8 người chết. Sau khi ảnh hưởng của Prapiroon chấm dứt, khoản viện trợ trị giá khoảng 29 triệu PHP (khoảng 496 nghìn USD) đã được phân phát tới 23157 hộ gia đình bị ảnh hưởng.

### Trung Quốc
Bão Prapiroon đổ bộ vào đảo Hải Nam lúc 01:30 giờ địa phương ngày 22 tháng 7 với sức gió ước tính 100 km/h (cấp 10). Do ảnh hưởng của bão, trên đảo đã có gió giật mạnh 138 km/h (cấp 13) ghi nhận tại một địa điểm ở Thành phố Vạn Ninh và tổng lượng mưa trong 22 giờ quan trắc là 254,5 mm tại một địa điểm thuộc huyện Quỳnh Trung. Gió mạnh và mưa to cũng được ghi nhận tại nhiều nơi khác ở Hải Nam khiến nhiều cây xanh bị đổ. Quảng Đông và Quảng Tây ghi nhận mưa rào, mưa vừa diện cục bộ và gió giật mạnh ở vùng ven biển do chịu ảnh hưởng của hoàn lưu cơn bão.

### Việt Nam
Trung tâm Dự báo Khí tượng Thủy văn Quốc gia phát tin bão khẩn cấp, dự báo sẽ có gió mạnh trên đất liền các tỉnh ven biến từ Quảng Ninh đến Nam Định, khu vực Bắc Bộ và Thanh Hóa sẽ có mưa lớn trên diện rộng. Thủ tướng chính phủ Phạm Minh Chính ra công điện gửi các tỉnh thành, bộ ngành và các cơ quan truyền thông về việc tập trung ứng phó với bão và mưa lũ. Ngày 22 tháng 7, các tỉnh thành ven biển Quảng Ninh, Hải Phòng, Thái Bình, Nam Định đã thực hiện cấm biển. Gần 6000 tàu hoạt động trên vùng biển Quảng Ninh đã về nơi tránh trú để tránh bão, tính đến 17:00 giờ địa phương ngày 22 tháng 7.
Bão Prapiroon (bão số 2) đổ bộ vào Quảng Ninh vào sáng ngày 23 tháng 7. Tại Việt Nam, đảo Bạch Long Vĩ ghi nhận gió mạnh cấp 10 giật cấp 12, Trà Cổ ghi nhận gió mạnh cấp 9 giật cấp 10, một số nơi khác ở Quảng Ninh có gió mạnh cấp 6 giật cấp 7 đến cấp 10. Hàng trăm cây xanh bị đổ, 2 tàu nhỏ bị chìm ở Cô Tô, khoảng 3800 người bị mắc kẹt trên đảo Cô Tô. Hoàn lưu cơn bão gây ra mưa lớn tại các tỉnh thành phía Bắc, nhiều nơi ghi nhận có hiện tượng nguy hiểm như lở đất, ngập lụt, nước cuốn. Tính tới ngày 30 tháng 7, do ảnh hưởng của hoàn lưu cơn bão có tổng cộng có 16 người chết do lở đất và lũ cuốn trôi tại Việt Nam, tại Sơn La ghi nhận 9 người chết và 1 người mất tích, tại Điện Biên có 4 người thiệt mạng và 3 người mất tích, 2 người chết ở Hà Nội, 1 nạn nhân tử vong do lũ cuốn được tìm thấy tại Hoà Bình.